# Katherine G. Langley
Pour les articles homonymes, voir Langley.
Katherine Emeline Gudger Langley (14 février 1888 - 15 août 1948) est une femme politique américaine, membre de la Chambre des représentants des États-Unis pour le Kentucky lors des 70e et 71e sessions du Congrès. Elle est la première femme élue au Congrès pour le Kentucky.  
Elle est l'épouse du politicien du Kentucky John W. Langley (en) et la fille de James M. Gudger, Jr. (en), membre du Congrès pour la Caroline du Nord pendant quatre mandats. 

## Jeunesse
Langley est née près de Marshall dans le comté de Madison, en Caroline du Nord, le 14 février 1888, de James Madison Gudger et Katherine Hawkins. Elle est diplômée en 1901 du Woman's College de Richmond, en Virginie puis fréquente le Emerson College of Oratory. 

## Carrière politique
Langley enseigne au Virginia Institute de Bristol, TN et travaille comme secrétaire pour son père avant d'épouser John Langley et de déménager à Pikeville, Kentucky en 1905. Elle a trois enfants : Katherine Langley Bentley, John Jr. et Susanna. 
Katherine Langley sert comme présidente de la Société de la Croix-Rouge du comté de Pike pendant la Première Guerre mondiale. Déménageant à Washington DC en 1907, elle devient secrétaire de son mari pendant les dix-huit ans où il est le représentant républicain du 10e district du Kentucky. Elle occupe également de nombreux postes nommés et élus publics, y compris le celui de vice-présidente du Comité central du parti républicain du Kentucky de 1920 à 1922. Première femme membre de ce comité, elle fonde le Comité des femmes républicaines du Kentucky en 1920. Elle est déléguée suppléante à la Convention nationale républicaine en 1920 et déléguée en 1924 ainsi que greffière pour le Comité des bâtiments publics et des terrains que son mari a présidé. John Langley est reconnu coupable d'avoir violé la loi Volstead en vendant de l'alcool illégalement et en essayant de soudoyer un officier fédéral. Après que son appel ait été rejeté par la Cour suprême des États-Unis en 1926, il démissionne de son poste de représentant du Kentucky au Congrès. Katherine Langley se lance dans la course électorale en intégrant l'arrestation de son mari à une conspiration gouvernementale, et elle bat le successeur désigné de celui-ci, Andrew J. Kirk, lors des primaires républicaines. 
Langley est élue par une saine majorité de voix à deux reprises à la Chambre des représentants des États-Unis en tant que représentant du Kentucky au cours des soixante-dixième et soixante et onzième sessions du Congrès, siégeant du 4 mars 1927 au 3 mars 1931. En raison de la condamnation de son mari et de sa démission honteuse, elle est marginalisée dans les cercles sociaux qui avaient autrefois accueilli son style flamboyant. Sa présence physique devient la cible de la dérision de l'élite de Washington, et son style oratoire du Kentucky est aussi attaqué. Au cours de son mandat de représentante, elle manque un tiers (52 sur 174) des votes par appel nominal. Elle est nommée au comité sur l'indemnisation, les pensions d'invalidité, l'immigration, la naturalisation et le comité sur l'éducation. Au Congrès, elle soutient les questions féminines et plaide pour la création d'un département de l'éducation au niveau du Cabinet. En 1930, Katherine Langley est la première femme à siéger au Comité républicain des comités de la Chambre des représentants des États-Unis. 
Après que son mari ait annoncé qu'il tenterait à nouveau de se présenter aux élections, ses soutiens s'estompent. Avec la montée des démocrates dans le Kentucky en raison de l'incapacité du président Hoover à faire face la dépression agricole ou à aider l'industrie houillère déprimée, Katherine Langley perd de peu lors de sa course à sa réélection en 1931 face au candidat démocrate, Andrew Jackson May. 
Plus tard, elle sert comme maîtresse de poste et est élue commissaire de chemin de fer de district à deux reprises, servant le troisième district du Kentucky de 1939 à 1942. Elle est aussi membre des Filles de la Révolution américaine.

## Mort
Langley meurt à Pikeville, Kentucky, le 15 août 1948 et est enterrée au Johnson Memorial Cemetery dans la même ville. 